# Equus quagga borensis
Equus quagga borensis is een ondersoort van de steppezebra. De ondersoort komt voor in de noordelijke delen van Oost-Afrika. Het verspreidingsgebied ligt in het noordwesten van Kenia (rondom Uasin Gishu County en het Baringomeer) tot het district Karamoja in Oeganda, maar ook in het oosten van Zuid-Soedan, ten oosten van de Witte Nijl (bijvoorbeeld in het nationaal park Boma. Het is de noordelijkste ondersoort van de steppezebra. De laatste grote populatie bevindt zich in Kidepo Valley National Park.
Equus quagga borensis werd voor het eerst beschreven in 1921 door de Zweedse zoöloog Einar Lönnberg. Hij gaf het de naam Equus borensis, gebaseerd op een type exemplaar verzameld in de buurt van de stad Bor in het huidige Zuid-Soedan. Later is de E. q. borensis door verschillende anderen beschreven. Ook in 1954 door Tony Henley, toen een ranger in de wildafdeling van het Protectoraat Oeganda gevestigd in Moroto en belast met het Karamoja District. Onlangs zijn de dieren in het Kidepo Valley National Park bestudeerd door de Kidepo Wildlife Foundation.
In een onderzoek uitgevoerd door J. Pluháček, L. Bartoš en J. Vichová, werd vastgesteld dat van de vier gewone zebra-ondersoorten, E. q. borensis de enige ondersoort was waarbij geen mannelijke infanterie werd aangetroffen.